# Чкнаворян, Лорис Айказович
Лори́с Айка́зович Чкнаворя́н (арм. Լորիս Հայկազի Ճգնավորյան; р. 13 ноября 1937, Боруджерд) — армянский композитор, дирижер и преподаватель теории музыки, автор более 70 произведений классической музыки, 4 опер и 6 симфоний, почетный профессор Ереванской государственной консерватории имени Комитаса. Руководил Государственным филармоническим оркестром Армении, был его главным дирижером (1990—2000). В настоящее время живёт в Иране.

## Биография
Лорис Чкнаворян родился 13 октября 1937 года в Иране. Окончил Тегеранскую консерваторию (класс скрипки), также Венскую Академии музыки (1961). Преподавал теорию музыки в Тегеранской консерватории (1961—1963).
Лорис Чкнаворян дирижировал оркестрами Австрии, Армении, Великобритании, Венгрии, Гонконга, Дании, Израиля, Ирана, Канады, Копенгагена, СССР, США, Таиланда, Финляндии, Южной Африки.
Произведения Лориса Чкнаворяна исполнялись многими оркестрами мира: Лондонским филармоническим , Симфоническим Галле (Galle), Филармоническим Хельсинки, Американским симфоническим Нью-Йорка, Тегеранским симфоническим, Йоханнесбургским симфоническим, симфоническим Хайфы, Мексиканским симфоническим, Страсбургским ансамблем ударных инструментов, Английским Камерным и др.
С 1961 по 1963 год Чкнаворян преподавал теорию музыки в Тегеранской консерватории
С 1966 по 1970 год возглавлял музыкальное отделение Minnesota State University Moorhead.
С 1966 по 1967 год преподавал композицию в «Конкордия колледже» в Мурхеде (штат Миннесота/Minnesota)
С 1989 по 2000 год — главный дирижёр и художественный руководитель Армянского филармонического оркестра.
С 1990 по 2000 год Лорис Чкнаворян возглавлял Большой симфонический оркестр Ереванской филармонии.
Лорис Чкнаворян — автор музыки к 45 фильмам.

## Произведения

### Оперы
- Op. 3 Aghavnou Vank (The Dove’s Monastery) in One Act (in Armenian)
- Op. 8a Rostam & Sohrab in Two Acts (in Persian, English)
- Op. 12a Rostam & Esfandiyar in One Act (in Persian)
- Op. 46 «Rostam & Esfandiyar» in One Act
- Op. 48 Siyawosh in One Act (in Persian)

### Балеты, драмы
- Op. 16a Simorgh (an Iranian Dance Drama) for Persian Instrumental Ensemble, featuring Nay, Kamancheh, Gheychak, Santoor, Tar, Setar, Ud, Zarb, etc.
- Op. 26a «Othello» Ballet in Two Acts

### Оркестровые сюиты
- Op. 2d Dances Fantastic Suite
- Op .8d Rostam & Sohrab Orchestral Suite
- Op. 11 Perserpolis 2500 Suite
- Op. 12b Perdis & Parisa Suite no.1 for orchestra
- Op. 12c Pardis & Parisa Suite no.2 for Orchestra
- Op. 13 Iranian Instrumental Suite
- Op. 36-39b Love Songs Without Words for Orchestra
- Op. 40 Love Songs Suite for Orchestra
- Op. 43a Straussiana Festive Waltz for Orchestra
- Op. 44a Ararat Suite for Orchestra
- Op. 50 Prophet Mohammad Symphonic Suite for Choir & Orchestra

### Для хора
- Op. 19 The Life of Christ for Solo Tenor, Baritone & A Capella Male Choir (in Armenian and English)
- Op. 20 Medieval Armenian Composers for A Capella Male Choir (in Armenian)
- Op. 24 The Cast of Lucifer for Tenor, Baritone, Choir & Orchestra (in German)
- Op. 25 An Armenian Requiem for Soprano, Tenor, Choir & Orchestra (in Armenian and English)
- Op. 27 Book of Revelation — An Oratorio for Soloists, Choir & Orchestra (in the English King James Version)
- Op. 28a God is Love Seven Psalms for A Cappella Choir (in English and Armenian)
- Op. 28b God is Love for Choir, Percussion, Organ & Strings (in English)
- Op. 35 In Memoriam for Choir & Orchestra (in Armenian)
- Op. 42 Fatherland for Choir
- Op. 47 Armenian Sunrise Service for Tenor, Baritone, & Male A Cappella Choir
- Op. 49 Iranian Requiem for Choir & Orchestra (in Persian)
- Op. 51 The Cyrus Symphony for Orchestra, Narrator & Choir (in Persian and English)

### Для ударных инструментов
- Op. 2b Dances Fantastic for 2 Pianos, Celesta & Percussion
- Op. 2c Dances Fantastic for 3 Pianos, Celesta & Percussion
- Op. 17a Symphony No.1 «Requiem for the Massacred» for Perc.& Trumpet
- Op. 18 Moods for Oboe & Percussion
- Op. 44b Ararat Suite for 2 Pianos & Percussion

### Для фортепиано
- Op. 2a Dances Fantastic for solo piano
- Op. 6 Sonatine no.1 for Piano
- Op. 7 Sonatine no.2 for Piano
- Op. 8b Introduction to Rostam & Sohrab for Piano
- Op. 8c Interlude and Battle scenes from Rostam & Sohrab for Piano
- Op. 10 Kaleidoscope for Piano
- Op. 14a Armenian Bagatelles for solo Piano
- Op. 15 Nine Armenian Miniatures for Piano
- Op. 22 Good Friday Sonata for Piano & Narrator
- Op. 35-39c Love Songs for Piano
- Op. 45b Nostalgia for Piano

### Концерты
- Op. 1 Concerto for Violin
- Op. 4 Concerto for Piano
- Op. 30 Concerto for Guitar «Zareh»
- Op. 32 Concerto for Bipa (Chinese Lute)
- Op. 34 Concerto for Violoncello

### Для фортепиано и оркестра
- Op. 9 Yasemin for Piano & Orchestra
- Op. 45a Nostalgia for Piano & Orchestra

### Камерная музыка
- Op. 1b Wood Wind Quintet
- Op. 8e Divertimento for Clarinet, Trumpet, Vibraphone & Trombone
- Op. 12 Octet for Flt, Hrn, Vibr, Celta, Hrp, Guit, Vln & DB
- Op. 14b Armenian Bagatelles for Flute, Clarinet, Trumpet & Trombone
- Op. 14c Armenian Bagatelles for String Quartet
- Op. 16b Simorgh Septet for Flt, Clt, Hrn, 2 Perc, Vln & DBass
- Op. 21b Sinfonieta «Erebouni» for 12 Solo Wind & String Instruments
- Op. 42b Love Song Suite for Harp, Piano, Percussion & Strings
- Op. 43b «Straussiana» for Harp, Piano, Percussion & Strings
- Op. 44d Ararat Trio for Flute, Vibraphone & Double Bass

### Симфонии
- Op.17b Symphony No. 1 «Requiem for the Massacred» for Orch. & Choir
- Op.23 Symphony No. 2 «Credo» for Orchestra & Choir
- Op.29 Symphony No. 3 «Dialogue Among Civilizations»
- Op.31 Symphony No. 4 «Haikaz» (Armenia 1918) for Chamber Orchestra
- Op. 33 Symphony No. 5 «Edjmiatzin 1700» for Orchestra & Choir

### Для струнного оркестра
- Op. 12e Pardis & Parisa «Serenade» for 12 Strings
- Op. 21a Sinfonieta «Erebouni» For 12 solo Strings
- Op. 45c Nostalgia for String

### Песни
- Op. 5 — 7 Songs for Soprano & Piano
- Op. 36 — 7 Love Songs for Soprano, Tenor & Orchestra
- Op. 37 — 5 Love Songs for Soprano, Tenor & Orchestra
- Op. 38 — 2 Love Songs for Soprano & Orchestra
- Op. 39 — 2 Love Songs for Soprano & Orchestra
- Op. 36-39a Love Songs for Soprano, Tenor & Piano
- Op. 36-38b — Love Songs for Harp, Piano, Percussion & Strings
- Op. 41 Armenia for Soprano & Orchestra

## Награды и звания
- Золотая медаль за художественные достижения (Австрия, 2008)
- Австрийский почётный знак «За науку и искусство» 1 степени (Австрия, 2008)
- Орден Святого Месропа Маштоца
- Золотой крест Румынской церкви
- «Высшая Медаль Искусств» (медаль за исполнительское искусство, высшая награда Ирана, 2002)
- Почетный профессор Консерватории имени Комитаса
- Медаль Мовсеса Хоренаци (Армения, 1996)
- Медаль «За заслуги перед Отечеством» I степени (Армения, 18 сентября 2012) — по случаю 21-й годовщины провозглашения независимости Республики Армения, а также за значительный вклад в развитие музыки и творческие достижения[2]
- Золотая медаль Ереванского государственного университета
- Лауреат премии «Золотая арфа» (за художественные достижения в 15-е и 16 «Фаджр» — Музыкальном фестивале в Тегеране)
- Премия Совета министров Армянской ССР (1989)
- Золотая медаль Министерства культуры РА
- Почётный гражданин Еревана (1990).